# Blériot-SPAD S.510
El Blériot SPAD S.510 fue el último caza biplano en estar en servicio con el Armée de l'air. Este modelo fue destinado como un avión de transición a la espera de los modernos monoplanos que estaban siendo diseñados y construidos en aquellas fechas. El S.510 solo disfrutaría de un año de utilidad. Un caza adecuado para 1936, pero que fue rápidamente superado por los nuevos y modernos monoplanos desarrollados en Alemania, Gran Bretaña y Francia.

## Historia y desarrollo
El programa de 1928 para dotar al Armée de l'air de un nuevo monoplaza de caza no dio los resultados esperados, por lo que se actualizó en 1930 con el llamado Programa de Caza Liviano o Plan Caquot (en aquel entonces, director técnico general del recién creado Ministerio del Aire). El Service Technique de l'Aeronautique emitió el requisito C1 (monoplace de chasse) actualizado el 26 de enero de 1931. Se pedía un caza de monoplaza impulsado por un motor sobrealimentado con una cilindrada de entre 26 y 30 l. A esta nueva convocatoria se presentaron no menos de diez diseños y doce prototipos de los que fueron preseleccionados diez; estos eran los Bernard 260, Blériot-SPAD S.510, Dewoitine D.500 , Gourdou-Leseurre GL-482, Hanriot H.110, Morane-Saulnier MS.325, ANF Les Mureaux 170, Nieuport-Delage NiD-122, Wibault 313 y Loire 43. Todos estaban diseñados en torno al motor de 26 l Hispano-Suiza 12Xbrs, que desarrollaba 480 kW (650 hp) a 4500 m, con una confiabilidad comprobada y una zona frontal relativamente pequeña. El S.510 fue el único diseño biplano de todos los competidores. 
Concebido en 1930, este limpio biplano de cabina abierta voló por primera vez 6 de enero de 1933, siendo su rendimiento comparable al del Gloster Gladiator británico. El S.510 estaba condenado a la obsolescencia antes incluso de que volara, aunque cuando fue diseñado, muchos pilotos y expertos creían firmemente que los biplanos eran mejores cazas que los monoplanos debido a sus círculos de giro más ajustados.
La estructura del S.510 era totalmente metálica (acero y duraluminio), con un fuselaje cuya parte trasera se podía desmontar o reemplazar fácilmente en caso de daños o mantenimiento. Por otro lado, las alas de igual envergadura, tenían recubrimiento textil. El tren de aterrizaje de patas separadas y ruedas carenadas, sin eje, causó muchos problemas durante los primeros ensayos, y sería reemplazado en las entregas de la primera serie. El armamento del S.510 generalmente consistía en cuatro ametralladoras MAC 1934 calibre 7,5 mm (instaladas como una combinación de dos montadas en el fuselaje, más dos en carenados tipo góndola en el ala inferior o con las cuatro en góndolas instaladas en el ala inferior). Este armamento le dio una capacidad de ataque mucho más efectiva que la mayoría de los biplanos anteriores e igualó a la de los últimos biplanos puestos en servicio por los británicos e italianos, el Gloster Gladiator y Fiat CR.42 Falco. 
Después de varias pruebas, se observaron ciertas deficiencias por lo que se hicieron algunos cambios; la parte central del fuselaje se alargó 40 cm para contrarrestar la falta de estabilidad longitudinal y se aumentó el área del timón de dirección para mejorar su comportamiento de guiñada. También le fue instalado un sistema de navegación para vuelos nocturnos y equipo de radio.
Durante las siguientes pruebas del concurso se generó un malentendido con cierto comportamiento del avión y se emitió un informe negativo. En consecuencia, sin más preámbulos y sin que se aclarara del todo este punto, se aceptó el modelo Dewoitine D.500 , del que solicitó un pedido de serie. Sin embargo, el 12 de mayo de 1935, para demostrar que no existía tal problema, el famoso piloto y as Louis Massotte realizó una exhibición ante el ministro del Aire y demostró la magnífica maniobrabilidad y velocidad de trepada del S.510. Debido a ello, en agosto de ese año se consiguió un pedido de 60 ejemplares, siendo entregada la primera unidad producida a principios de 1936.
Existió un único prototipo de un caza designado S.710. Contaba con mejoras importantes como una cola en mariposa, cabina cerrada y tren de aterrizaje retráctil. Estaba propulsado por el motor Hispano-Suiza 12Ycrs V-12 de 640 kW (860 cv). Se da la circunstancia de que el 15 de julio de 1937, durante un vuelo de evaluación sufrió un accidente en el que murió el anteriormente citado Louis Massotte y de que a raíz de dicho suceso, André Herbemont abandono el diseño de aeroplanos.

## Historia operacional
Aunque las primeras entregas se realizan a principios de 1936, no será hasta abril de 1937 cuando ejemplares de serie entran en servicio y son entregados  a la 2ª Escadrille del Groupe de Chasse II/7 (GC II/7) que en julio estaban totalmente equipados con este tipo los Groupes de Chasse GC I/7 y GC II/7. Estos aparatos estaban destinados más que nada a ser aviones de transición entre el monoplano de ala en parasol Morane-Saulnier MS.225 y el Morane-Saulnier MS.406 . Un hecho digno de mencionar es la espectacular gira que 18 S.510 al mando del comandante del GC II/7 y bajo el nombre de Patrulla Weiser realizaron alrededor de Francia y donde los pilotos demostraron su destreza y preparación y el S.510 sus grandes cualidades acrobáticas.
Ya a finales de 1938 y ante la inminente entrada en servicio del MS.406 algunos ejemplares empiezan a ser transferidos a unidades de segunda línea (Escadrilles régionales) y a escuelas de vuelo. En septiembre de 1939, el S.510 se retiró oficialmente de estas dos unidades y se envió a la reserva. la mayoría de los ejemplares supervivientes (aprox. 49) han sido enviados a dichos destinos.
El 24 de agosto de 1939 se movilizaron los escuadrones de reserva y se transfieren un determinado número de aviones a los Escuadrones de Caza Regionales (ERC), 3/561 y 4/561 de Saint-Inglevert, departamento de Paso de Calais y a Villacoublay.
Al inicio de la II Guerra Mundial y durante la llamada drôle de guerre  con los S.510 disponibles de los dos escuadrones de caza regionales se fusionaron en octubre las ERC 3/561 y 4/561 y formaron el GARC II/561) encargándosele el cometido de la defensa aérea de El Havre y sus instalaciones portuarias, siendo el valor militar de estas dos unidades casi nulo. En diciembre este GARC (Groupe Aérien Régional de Chasse) comenzó a ser equipado por tipos más capaces como el Bloch MB.151 y se convirtió en el GC II/10 en enero de 1940, volviendo los que quedaban a sus cometidos de escuela.
Durante el invierno de 1939 unos diez ejemplares fueron enviados al norte de África y estaban basados en la base aérea de Bizerte-Sidi Ahmed en Túnez, donde no tomaron parte en acción alguna; por otra parte los pocos ejemplares que quedaban en la metrópoli fueron posteriormente desguazados a partir de junio de 1940.
Los informes de que pudo haber servido en la Fuerzas Aéreas de la República Española durante la guerra civil española son muy dudosos. No hay evidencia de que el S.510 haya sido enviado en realidad y pueden haber sido confundidos con los Blériot-SPAD S.51 o Blériot-SPAD S.91 que fueron entregados a la Escuadrilla España .
Referencia datos: Enciclopedia Ilustrada de la Aviación Vol.3 pag 715. Edit. Delta. Barcelona 1982

### Características generales
- Longitud: 7,46 m
- Envergadura: 8,84 m
- Altura: 3,41 m
- Superficie alar: 22 m²
- Peso vacío: 1250 kg
- Peso máximo al despegue: 1677 kg
- Planta motriz:  Lineal V12 Hispano-Suiza 12Xbrs.
  - Potencia: 485 kW (650 HP; 659 CV) cada uno.

### Rendimiento
- Velocidad nunca excedida (Vne): 372 km/h a 4000 m
- Alcance: 875 km
- Techo de vuelo: 10500 m
- Régimen de ascenso: 14,85 mps
- Carga alar: 56,818 kg/m² (vacío) 83,182 kg/m² (al despegue)

### Armamento
- Ametralladoras: 4× MAC 1934 cal. 7,5 mm

## Aeronaves similares
- Avia B.534
- Arado Ar 68
- Curtiss F11C Goshawk
- Fiat CR.42
- Gloster Gladiator
- Heinkel He 51
- Kawasaki Ki-10